# 热瓦西奥·奥利维拉上尉镇
热瓦西奥·奥利维拉上尉镇（葡萄牙語：Capitão Gervásio Oliveira）是巴西皮奥伊州的一个市镇。总面积1114.408平方公里，总人口3788人，人口密度3.4人/平方公里。